# Xã Edendale, Quận Steele, Bắc Dakota
Xã Edendale (tiếng Anh: Edendale Township) là một xã thuộc quận Steele, tiểu bang Bắc Dakota, Hoa Kỳ. Năm 2010, dân số của xã này là 60 người.